# John Cheever
John William Cheever (27. května 1912 Quincy, Massachusetts – 18. června 1992 Ossining, New York) byl americký prozaik.

## Život
Pracoval pro Federal Writers' Project, publikoval v The New Yorker a vyučoval tvůrčí psaní na University of Iowa. Jeho knihy jsou psány realistickým stylem a přinášejí ironický obraz povrchního života americké střední třídy. Byl nazýván „Čechov předměstí“ a „Ovidius z Ossiningu“. Podle jeho předlohy byl natočen film Plavec s Burtem Lancasterem v hlavní roli. Získal National Book Award (1958 a 1981), William Dean Howells Medal (1965) a Pulitzerovu cenu (1979). Jeho osobní život byl poznamenán alkoholismem a bisexualitou. Udržoval mimomanželský vztah s herečkou Hope Langeovou.
Dcera Susan Cheeverová napsala úspěšnou vzpomínkovou knihu.

## Romány
- The Wapshot Chronicle (1957)
- The Wapshot Scandal (1964)
- Bullet Park (1969)
- Falconer (1977, česky 1990 jako Věznice Falconer)
- Oh What a Paradise It Seems (1982)

## Povídkové sbírky
- The Enormous Radio and Other Stories (1953)
- The Housebreaker of Shady Hill and Other Stories (1958)
- Some People, Places and Things That Will Not Appear In My Next Novel (1961)
- The Brigadier and the Golf Widow (1964)
- The World of Apples (1973)
- The Stories of John Cheever (1978, česky 1983 jako Město zmařených snů)
- Fall River and Other Uncollected Stories (1994)

Podle stejnojmenné povídky natočil v roce 1990 režisér Karel Weinlich rozhlasovou hru Zabiju tě v Shady Hillu s Luďkem Munzarem v hlavní roli.